# Sendhil Ramamurthy
Sendhil Ramamurthy nasceu dia 17 de Maio de 1974 em Chicago, Illinois, USA. Ambos os seus pais são médicos indianos, profissão bastante parecida com a que ele desempenha na série Heroes.

## Biografia
Ele cresceu em San Antonio com a sua irmã e fez o seu ensino secundário na Keystone School. Depois do secundário ele entrou em um curso pré-medicina na Tufts University  onde se tornou um membro da fraternidade Theta Delta Chi Kappa. Foi nesta mesma universidade que ele primeiro sentiu uma paixão por ser ator e perseguiu-a através de participações em peças de teatro na mesma. Mais tarde ele entrou na academia de representação dramática Webber Douglas e daí participou em vários trabalhos teatrais em várias companhias de teatro. Em 2007 ele já tinha participado em várias séries como Ellen, Casualty, Guiding Light, Grey's Anatomy e Numb3rs.
Já esteve no elenco da série televisiva "Heroes" onde interpretava Mohinder Suresh, um professor de genética indiano que viaja até Nova Iorque para investigar a morte de seu pai, Chandra Suresh.
Atualmente interpreta o promotor Gabriel 'Gabe' Lowan na série televisiva "Beauty and the Beast", do canal The CW Television Network.

## Filmografia

### Cinema
- In the Beginning (2000) – Adam
- Blind Dating (2006) - Arvind
- The Slammin' Salmon (2009) – Marlon Specter
- It's a Wonderful Afterlife (2010) – D S Raj Murthy
- Shor in the City (2011) – Abhay
- The Lifeguard (2013) - Raj

### Televisão
- Ultimate Force (2002) – Corporal Alex Leonard
- Grey's Anatomy (2004) - Unnamed in Pilot Episode
- Numb3rs (2005) - DOE Specialist (episode: "Dirty Bomb")
- Heroes (2006–2010) – Mohinder Suresh
- Psych (2009) – Rajesh
- Covert Affairs (2010–2012) – Jai Wilcox
- CSI: Miami (2012–2013) – Raj Andari
- The Office (2012–2013) – Ravi
- Beauty & the Beast (2013–2014) – Gabriel Lowen
- The Flash (2019 - 2020) - Ramsey Rosso/Bloodwork

. Never Haver I Ever (2020)- Mohan Venkatesan